# Бонар, Луи Адольф
Луи Адольф Бонар (фр. Louis Adolphe Bonard; 27 марта 1805, Шербур — 31 марта 1867, Ванв) — французский колониальный администратор, адмирал.

## Биография
Сын директора кораблестроительного завода. Поступил в Политехническую школу в 1825 году, а затем стал курсантом военно-морского флота в ноябре 1826 года. После кораблекрушения у побережья Африки он оставался в плену у берберских пиратов с мая 1830 года до захвата Алжира. Плавая в Средиземном море и Леванте, получил звание лейтенанта фрегата в октябре 1830 года, а затем в 1835 году — звание лейтенанта флота. Исполнял обязанности капитана порта Оран с мая 1835 г. по март 1836 г. В 1842 году ему присвоено звание фрегат-капитана.
Долгое время служил в Океании в качестве представителя Франции с 1842 по 1847 год, а затем с 1849 по 1852 год на острове Таити во время правления королевы Помаре. В 1847 году получил звание полного капитана и служил губернатором Французской Гвианы в 1854 — 1855 годах. С июня 1855 г. — контр-адмирал, с 1858 по 1861 годы командовал кораблём «Андромеда» и был главнокомандующим двух военно-морских эскадр на западных побережьях Америки и Океании. В 1862 г. ему присвоено звание вице-адмирала.
Назначенный главнокомандующим и первым губернатором-адмиралом колонии Кохинхина, адмирал Бонар занимал эту должность с 30 ноября 1861 по 16 октября 1863 года. Находясь в должности, он 5 июня 1862 года заключил Сайгонский договор между Францией и Испанией, с одной стороны, и Империей Аннам, с другой. Этот договор был ратифицирован в Хюэ между ним и императором Нгуен Зык-тонгом 16 апреля 1863 года. Активно подавлял деятельность местного сопротивления (о чём упомянул в своих мемуарах Константин Станюкович, встречавшийся с ним лично).
По возвращении во Францию занимал пост морского префекта Рошфора в течение нескольких месяцев, после чего был назначен членом Совета Адмиралтейства в 1864 году.
Неоднократно награждался орденом Почётного легиона: низшая степень в 1836 году, он был последовательно повышен до офицера ордена в 1844 году, командира в 1854 году и, наконец, великого офицера в 1864 году.
Похоронен в Амьене.

## Статьи по теме
- Французский Индокитай